# Dornburger Schlösser

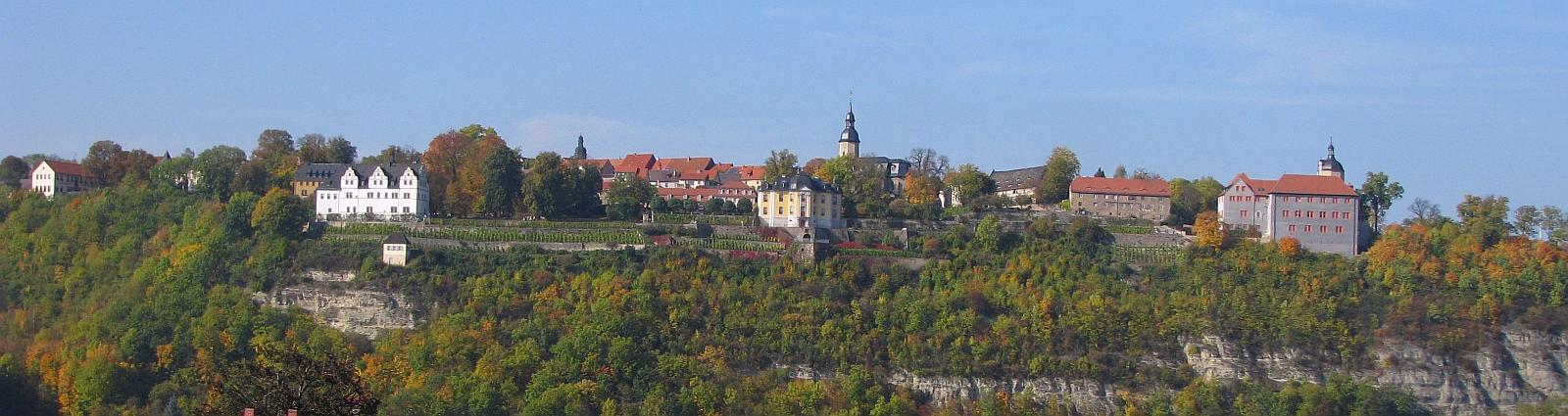
Blick auf die Dornburger Schlösser von Osten, 2008

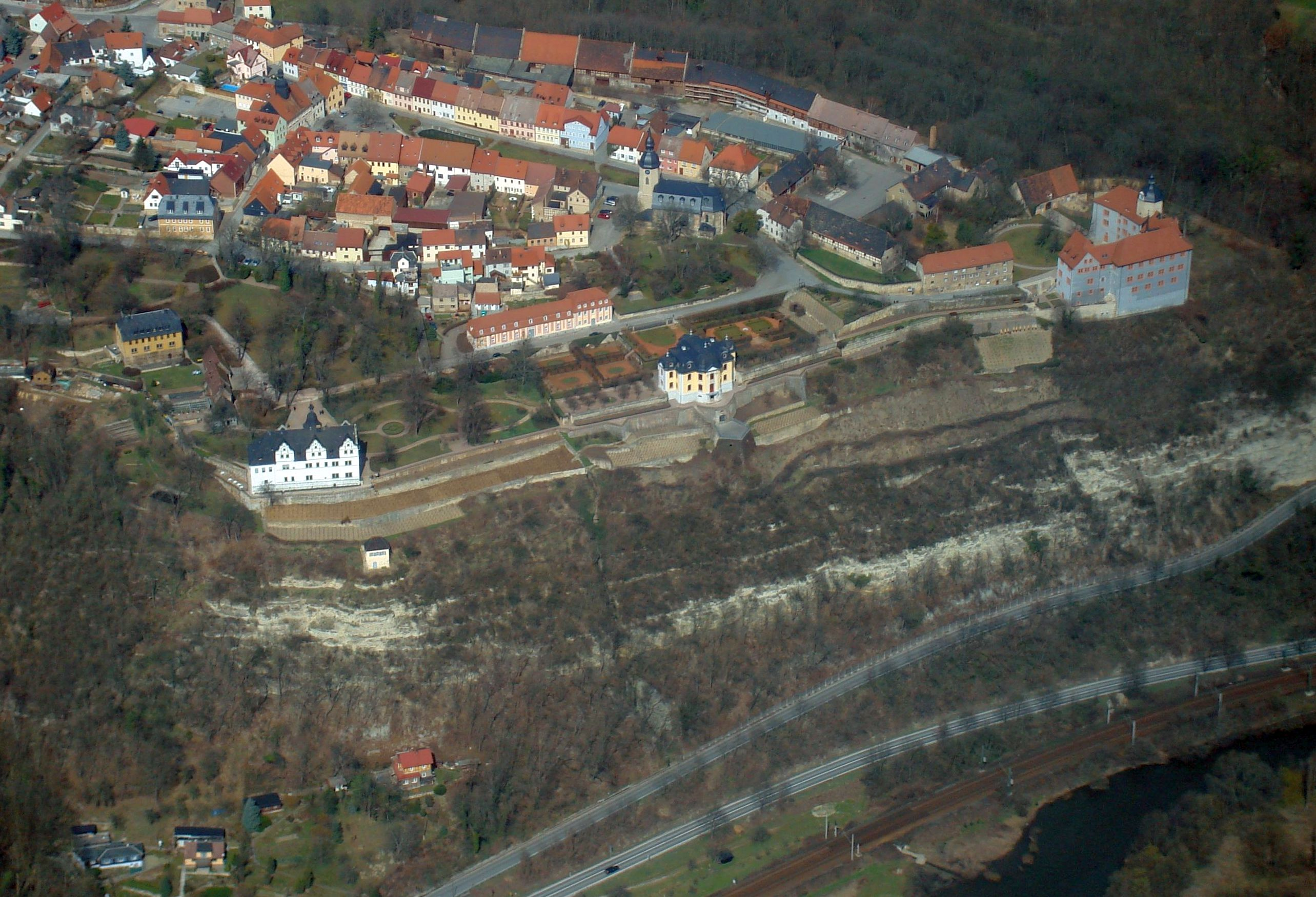
Luftbild der Dornburger Schlösser

Das Ensemble der drei Dornburger Schlösser liegt am Rand eines Muschelkalkfelsenplateaus über der Saale in Dornburg-Camburg, nördlich von Jena im Bundesland Thüringen; das Ensemble besteht aus dem Alten Schloss, im 16. Jahrhundert erbaut auf einer ursprünglichen Königspfalz aus dem 10. Jahrhundert, einem Renaissanceschloss aus dem 16. Jahrhundert sowie einem Rokokoschloss aus dem 18. Jahrhundert.

## Allgemeine Geschichte
Die Flur Dornburgs ist, was archäologische Funde belegen, seit der jüngeren Steinzeit kontinuierlich besiedelt. Bekannteste Funde sind das Hügelgrab am Steinbruch und der Bronzesichel-Fund auf dem Wetthügel. Aber auch vielzählige Funde aus der Eisenzeit und der Völkerwanderungszeit bis hin zur slawischen Besiedlung lassen eine intensive Nutzung vermuten.
Anhand einer Reihe von Indizien ist es sehr wahrscheinlich, dass Dornburg aus einer fränkischen Gründung herrührt. Obwohl der Name selbst im 9. Jahrhundert schriftlich nicht erwähnt ist, befindet sich in dieser Zeit im direkten Umfeld umfangreicher Reichsbesitz. Die Ursache für fehlende archäologische Nachweise besteht darin, dass bislang vermutet wurde, dass eine befestigte Anlage in den Fundamenten des Alten Schlosses zu finden sei, welches erst in den letzten Jahren widerlegt wurde. Vielmehr dürften die von Gotthard Neumann gemachten Funde im westlichen Vorfeld der heutigen Ortslage Gegenstand zukünftiger Untersuchungen sein. Neue Indizien dazu brachte auch eine aktuelle Untersuchung von Pierre Fütterer zur Altwegesituation um Dornburg.
Mit dem Machtantritt der Liudolfinger tritt Dornburg als civitas (Pfalz, befestigte Siedlung) ins Licht der Überlieferung und wird erstmals 937 erwähnt. Mit dem Ende des letzten Ottonen, Heinrich II., verlor die Pfalz Dornburg ab 1025 ihre Bedeutung. 1083 begegnet uns der Name Dornburg schließlich wieder mit der umstrittenen Belehnung an Wiprecht von Groitzsch. Wiprecht erhielt es für seine Verdienste von König Heinrich IV. zu Lehen. Die Herren von Lobdeburg treten in einer verfälschten Urkunde zwischen 1221 und 1261 als Gerichtsherren in Dornburg auf. Spätestens 1289 wurden die Schenken von Vargula vom Kaiser mit Dornburg belehnt, wobei diese schon zuvor Besitz im Umfeld der Burg hatten.

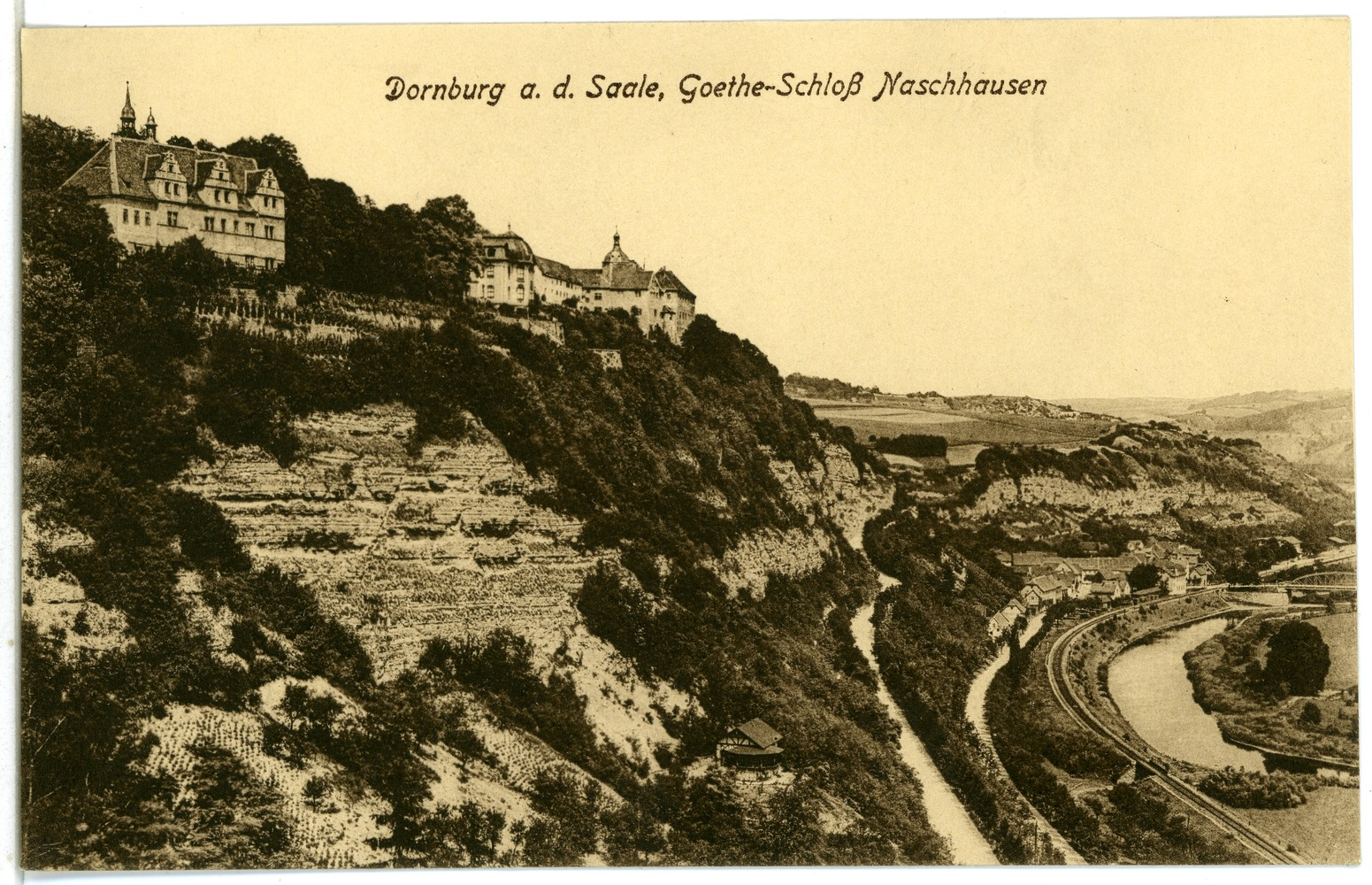
Dornburger Schlösser 1905

Bis zum Grafenkrieg 1344/45 konnten die Schenken dieses Lehen halten, verkauften es dann an Grafen von Schwarzburg und Orlamünde, die es kurze Zeit später an die Wettiner abtreten mussten, um es von denen als Lehen zu nehmen. 1358 nahmen die Wettiner Dornburg selbst in eigene Verwaltung und besetzten es mit einem Amtmann. Nach mehrfachen, vorläufigen Teilungen der Wettiner kam es dann 1485 zur endgültigen Trennung in Albertiner und Ernestiner (Leipziger Teilung). Stadt und Amt Dornburg kamen an die Albertiner. Durch die Wittenberger Kapitulation kam es 1547 zu Gebietstauschen, wobei Dornburg an die Ernestiner fiel. 1603 gelangte Dornburg durch Erbschaft in den Besitz des Herzogs von Sachsen-Altenburg. Ab 1672 gehörte Dornburg zum Herzogtum Sachsen-Jena und ab 1691 bis 1920 zum Herzogtum (später Großherzogtum) Sachsen-Weimar-Eisenach. Nach dem Sturz der Monarchien im Deutschen Reich bildete das einstige Großherzogtum kurz den Volksstaat Sachsen-Weimar-Eisenach, bevor dieser 1920 im Freistaat Thüringen aufging. In der DDR gehörte Dornburg verwaltungsmäßig von 1952 bis 1990 zum Bezirk Gera. Noch in den letzten Tagen der DDR wurde die Einführung von Bundesländern beschlossen, und Dornburg kam am 3. Oktober 1990 zum Bundesland Thüringen. Seit dem 12. Dezember 2008 befinden sich alle drei Schlösser im Eigentum der Stiftung Thüringer Schlösser und Gärten.

## Karolingische Burg
Das umfangreiche Burgwartsystem unter den Karolingern zur Sicherung der Grafschaften umfasste auch das Saalegebiet. Genauere Nachrichten sind aus dieser Zeit nicht vorhanden. Doch gibt es eine Reihe von Indizien, wie zum Beispiel die mögliche Namensübertragung von Dornburg aus einer im 9. Jahrhundert erwähnten gleichnamigen Burg im Scheldegebiet, oder die Anhäufung karolingischen Königsgutes im direkten Umfeld von Dornburg.

## Königspfalz
937 wird Dornburg erstmals im Zusammenhang mit dem nahegelegenen Kirchberg erwähnt. Die Liudolfinger bauten die bestehende Burg unter König Otto I. als Pfalz aus, der sie eine Reihe von Besuchen in den folgenden Jahrzehnten abstatteten. Die bisherige Annahme, dass sich das heutige „alte Schloss“ an derselben Stelle befindet wie die damalige Pfalz, ist nach neueren Untersuchungen fast auszuschließen. Otto I. besuchte Dornburg in den Jahren 952 und 958 sowie als römisch-deutscher Kaiser 965 anlässlich eines Reichstages. Weitere Reichstage fanden in Dornburg 980 unter Kaiser Otto II. und 1004 unter König Heinrich II. statt. Nach dem Aussterben der Ottonen verschwindet die Königspfalz aus dem direkten Blickwinkel der neuen Könige. Folglich finden sich keine weiteren Urkunden über Aufenthalte und andere Begebenheiten über die Burg und den Burgbezirk, wenngleich sich diese sicher weiterhin in Reichsbesitz befand. Ob diese Pfalz an derselben Stelle stand wie ihre karolingische Vorgängerin, ist nicht nachweisbar. Mögliche Standorte dieser Pfalz wurden erst kürzlich in einer Magisterarbeit von P. Fütterer diskutiert. Der Standort des jetzigen alten Schlosses ist zumindest aus archäologischer Sicht sehr unwahrscheinlich geworden. Auch in Hinblick auf die Funktion einer Pfalz als Kreuzung von Handelswegen und Wegsperre ist der Bergsporn über Naschhausen abzulehnen.

## Reichs-Ministerial-Burg Dornburg
Durch Schenkung von König Heinrich IV. kam Dornburg 1083 an den Grafen von Wiprecht von Groitzsch, wobei hier schon nicht mehr klar ist, ob es sich um die ehemalige Pfalz handelte, bzw. ob es sich bei der Nennung nicht allgemein um den Bezirk Dornburg handelte, ohne an eine konkrete Befestigung zu denken. Als Lokalität lassen sich die Grundmauern des Alten Schlosses bislang nicht einordnen, die nach neuesten Untersuchungen in die erste Hälfte des 12. Jahrhunderts reichen. Nicht genannte Ministerialen scheinen den Bezirk Dornburg von einer eigens dafür erbauten Burg Dornburg auf dem Areal des Alten Schlosses verwaltet zu haben. Darauf deutet das Auftreten von Reichsministerialen hin, wie den Herren von Lobdeburg, die im Laufe des 12. Jahrhunderts vermutlich mit der Herrschaft belehnt wurden. Diesen Schluss lässt zumindest die 1261 in einer im Kern echten Urkunde zu, in der die Herren von Lobdeburg als Gerichtsherren in Dornburg auftreten. Wie schon in Tautenburg folgten den Herren von Lobdeburg die Schenken von Vargula, die sich erstmals 1282 nach Dornburg nennen und dies als Reichslehen erhalten hatten. Diese Periode dauerte bis 1343/44, die mit der Übereignung an die Grafen von Orlamünde und von Schwarzburg endete. Die Stadt Dornburg im Vorfeld der Burg wurde dann erstmals 1343 erwähnt. Nachdem die Wettiner den neuen Besitzern noch im selben Jahr ihre Lehnsherrschaft aufzwangen (Grafenkrieg), stellten die Wettiner Dornburg im Jahr 1358 unter ihre direkte Verwaltung. Im Sächsischen Bruderkrieg wurde die alte Reichsburg belagert, erobert und schwer beschädigt. Auf ihren Grundmauern erbaute man wahrscheinlich danach das heute sogenannte Alte Schloss, welches im 16. Jahrhundert einige grundlegende Umbauten erhielt.

## Das Alte Schloss

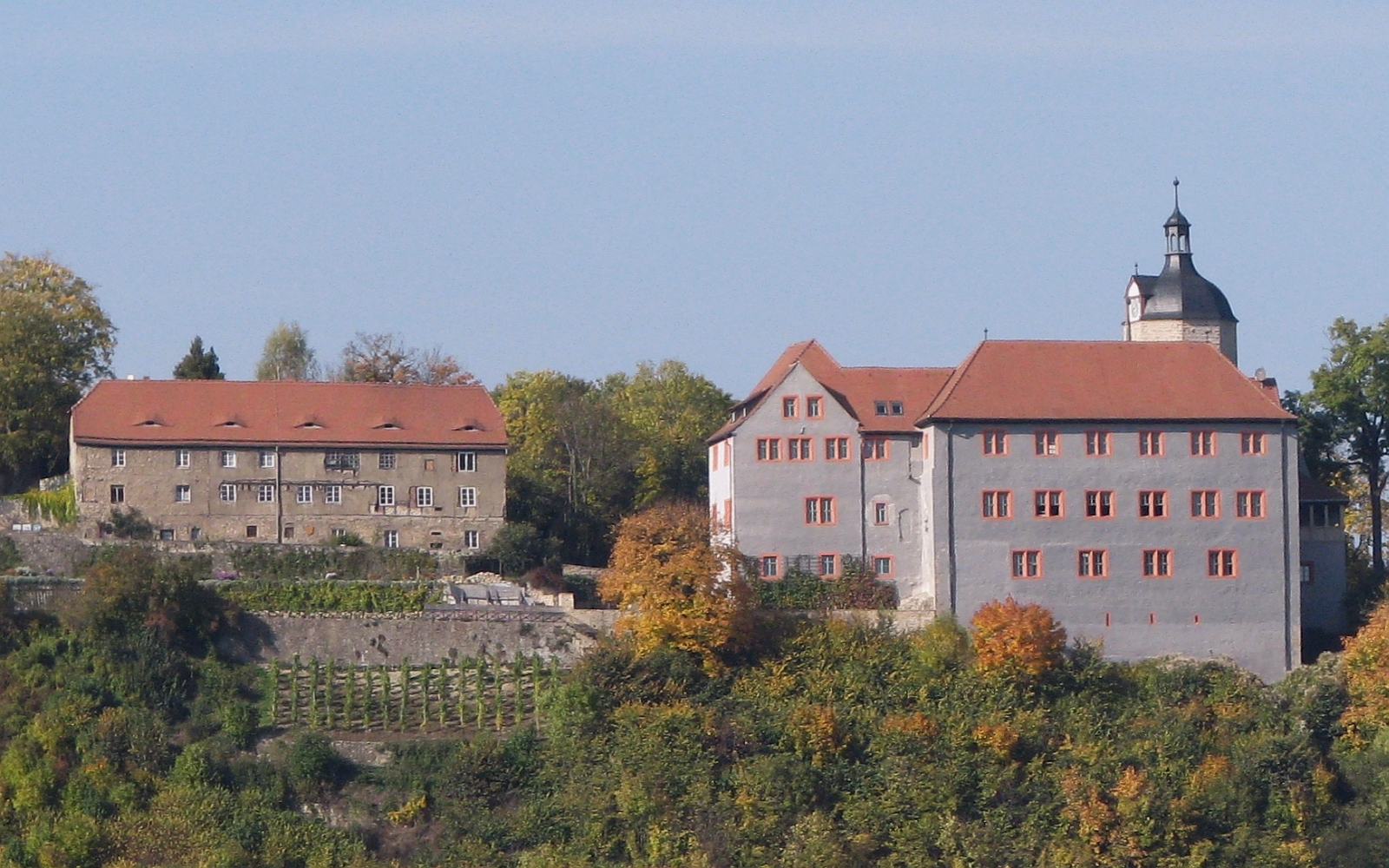
Altes Schloss von Osten, 2008

Das bis 1522 wahrscheinlich auf den Grundmauern der im Sächsischen Bruderkrieg 1451 schwer beschädigten Ministerialburg Dornburg erbaute sogenannte Alte Schloss ist das nördlichste und älteste der drei Dornburger Schlösser. Bei seinem Bau wurden eventuell vorhandene Teile der vorherigen Ministerialburg mit einbezogen. Von 1562 bis 1573 erfolgte unter Herzog Johann Friedrich II. von Sachsen ein weiterer Umbau und Ausbau des Schlosses. Im Dreißigjährigen Krieg wurden Stadt und Schloss von kaiserlichen Kroaten geplündert und verwüstet. Dreimal war die Burg Witwensitz wettinischer Fürstenwitwen. Nachdem Herzog Ernst August von Sachsen-Weimar-Eisenach 1717 aus dem Schloss ausgezogen war, verlor das Schloss seine Bedeutung und wurde Sitz der Verwaltung des Amtes Dornburg. Ab 1750 wurde das Schloss unter anderem als Baumwollspinnerei, Barchent-(Textil-)Fabrik und Schule genutzt. Im 19. Jahrhundert begann der Verfall des Schlosses. Großherzog Carl Alexander von Sachsen-Weimar-Eisenach ließ 1883 erste denkmalpflegerische Arbeiten an dem Schloss durchführen. Nach 1945 wurde das Alte Schloss zeitweise als Altersheim genutzt, verfiel in den folgenden Jahrzehnten aber weiter. Nach der deutschen Wiedervereinigung wurde das Alte Schloss am 26. Juni 1995 der Stiftung Thüringer Schlösser und Gärten übertragen. Danach wurde es mit Fördermitteln umfangreich restauriert und ist seitdem für die Öffentlichkeit im Rahmen von vorangemeldeten Führungen von April bis Oktober zugänglich. Seit 2004 dient das Alte Schloss der Friedrich-Schiller-Universität Jena als Begegnungsstätte.

## Rokoko-Schloss

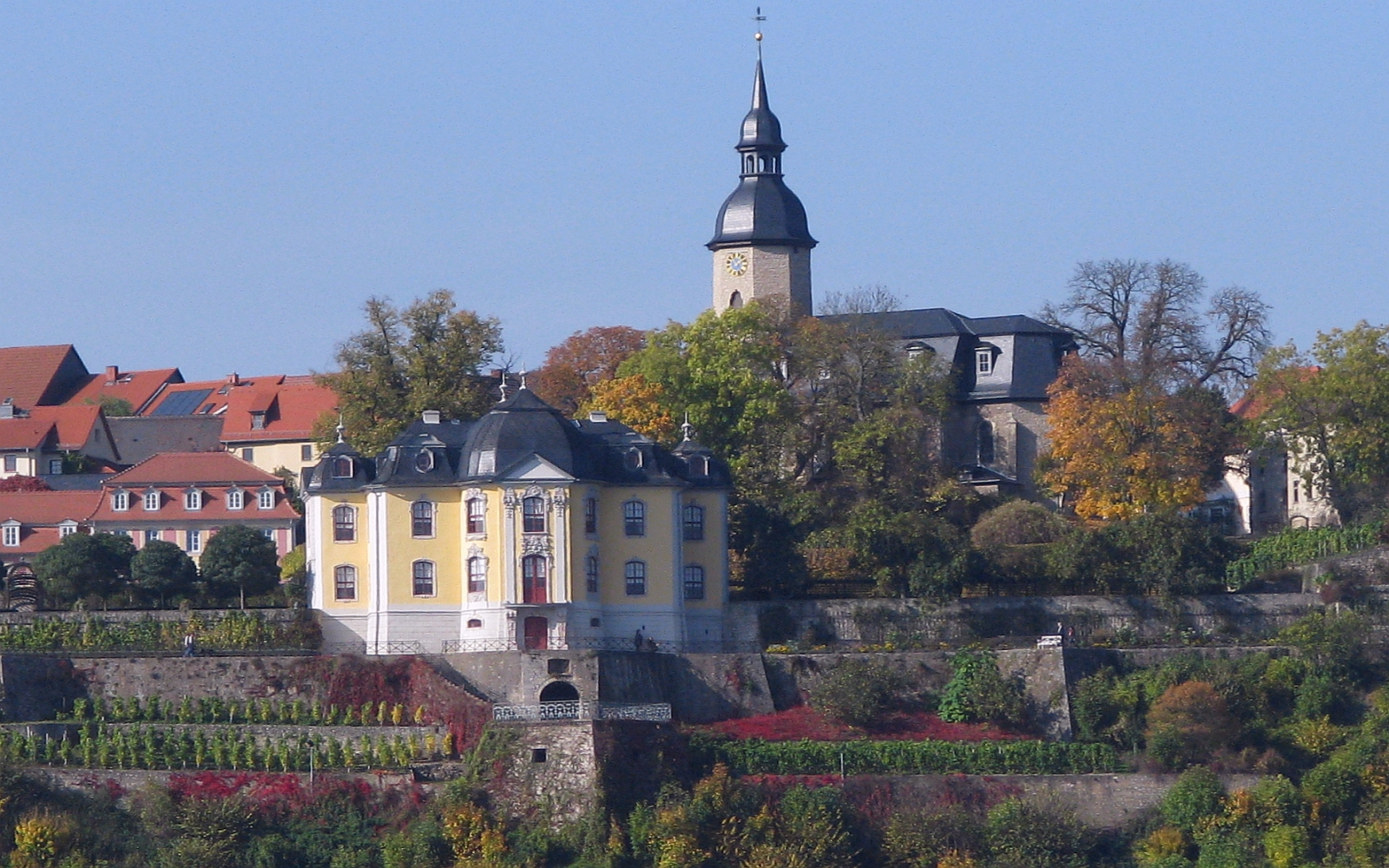
Rokokoschloss von Osten, 2008

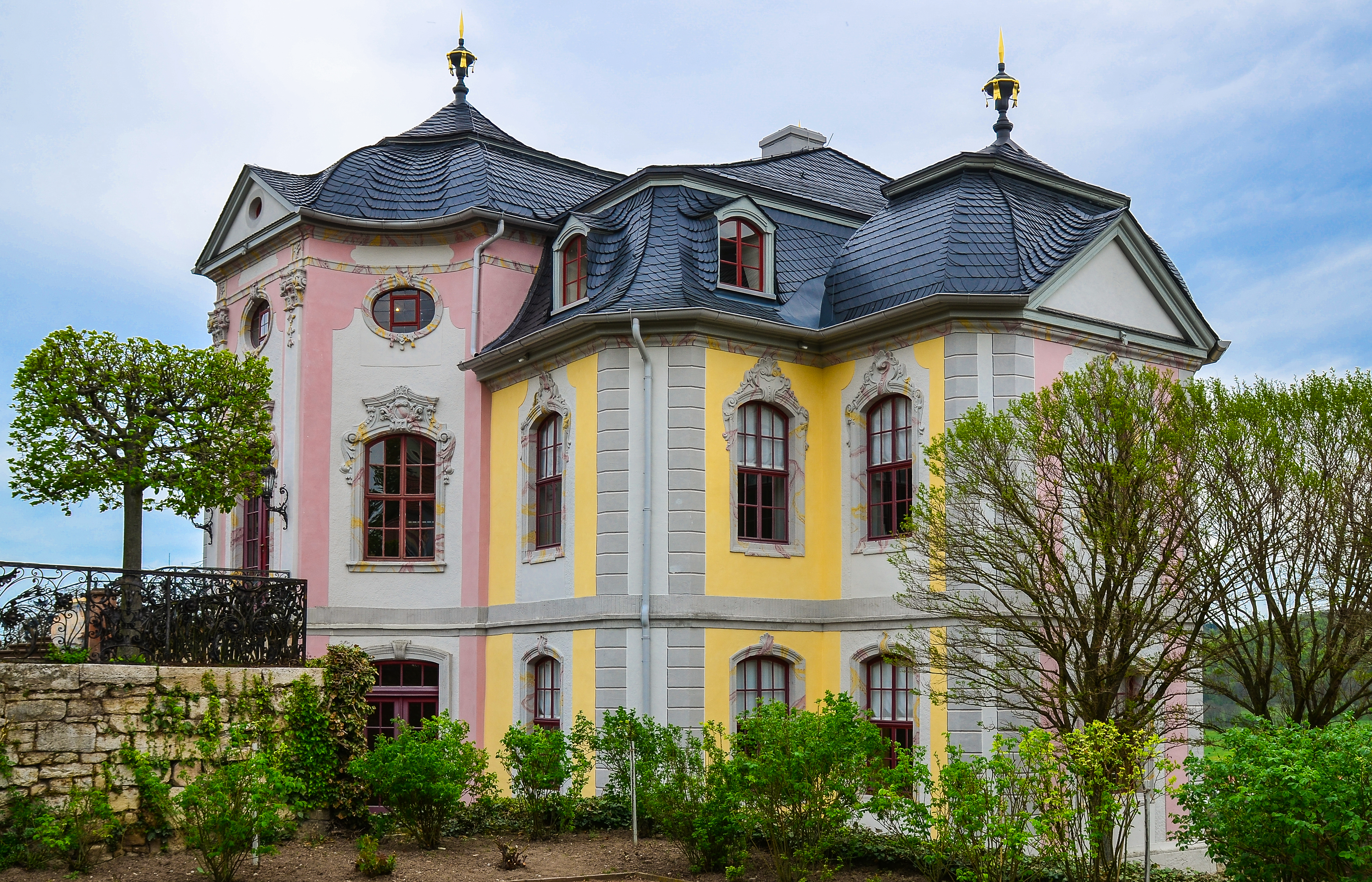
Rokokoschloss, vom Park aus gesehen

Das Rokoko-Schloss ist das mittlere und jüngste der drei Dornburger Schlösser. Ab 1732 ließ Herzog Ernst August von Sachsen-Weimar-Eisenach im Rahmen seiner Planungen einer großen Heerschau im Saaletal nach dem Vorbild des Zeithainer Lustlagers Augusts des Starken über 21 Bürgerhäuser abreißen und an ihrer Stelle vom Oberlandbaumeister Richter das Rokoko-Schloss erbauen. Dabei wurde der Vorgängerbau des heutigen Schlosses auf den Grundmauern des Wohnhauses des Amtsschreibers errichtet.
Wegen baulicher Mängel musste das Schloss allerdings wieder abgerissen werden. Der Baumeister Gottfried Heinrich Krohne aus Franken errichtete den heutigen Wohnbau (Corps de logis) samt Seitenpavillons bis 1747 neu. Nach seiner Fertigstellung wurde das Schlösschen von der herzoglichen Familie aber kaum genutzt, und alle bis dahin fertiggestellten Seiten- und Wirtschaftsbauten bis auf den heutigen Marstall wurden niedergelegt. Ab 1776 nutzte Johann Wolfgang von Goethe als herzoglicher Minister das Schloss bei dienstlichen Aufenthalten im Amt Dornburg als Quartier, da das sogenannte Goethe-Schloss erst nach 1800 in den Besitz des Herzogs überging. Von 1816 bis 1817 ließ Herzog Carl August von Sachsen-Weimar-Eisenach das Schloss umfangreich sanieren und als Sommerschloss einrichten. Im Winter 1818/19 tagte im Schloss der Landtag des Herzogtums während seiner 1. Sitzungsperiode. Der vom Herzog einberufene Landtag war das erste Parlament einer konstitutionellen Monarchie in Deutschland. Ab 1900 wurde das Rokoko-Schloss museal genutzt. Mangelnde bauerhaltende Maßnahmen führten zu einem baulichen Verfall, der um 2000 zur Schließung des Schlosses führte. Das Rokoko-Schloss wurde in den folgenden Jahren einer grundlegenden Sanierung unterzogen und steht seit Juni 2006 wieder für Besucher offen.

## Renaissance-Schloss

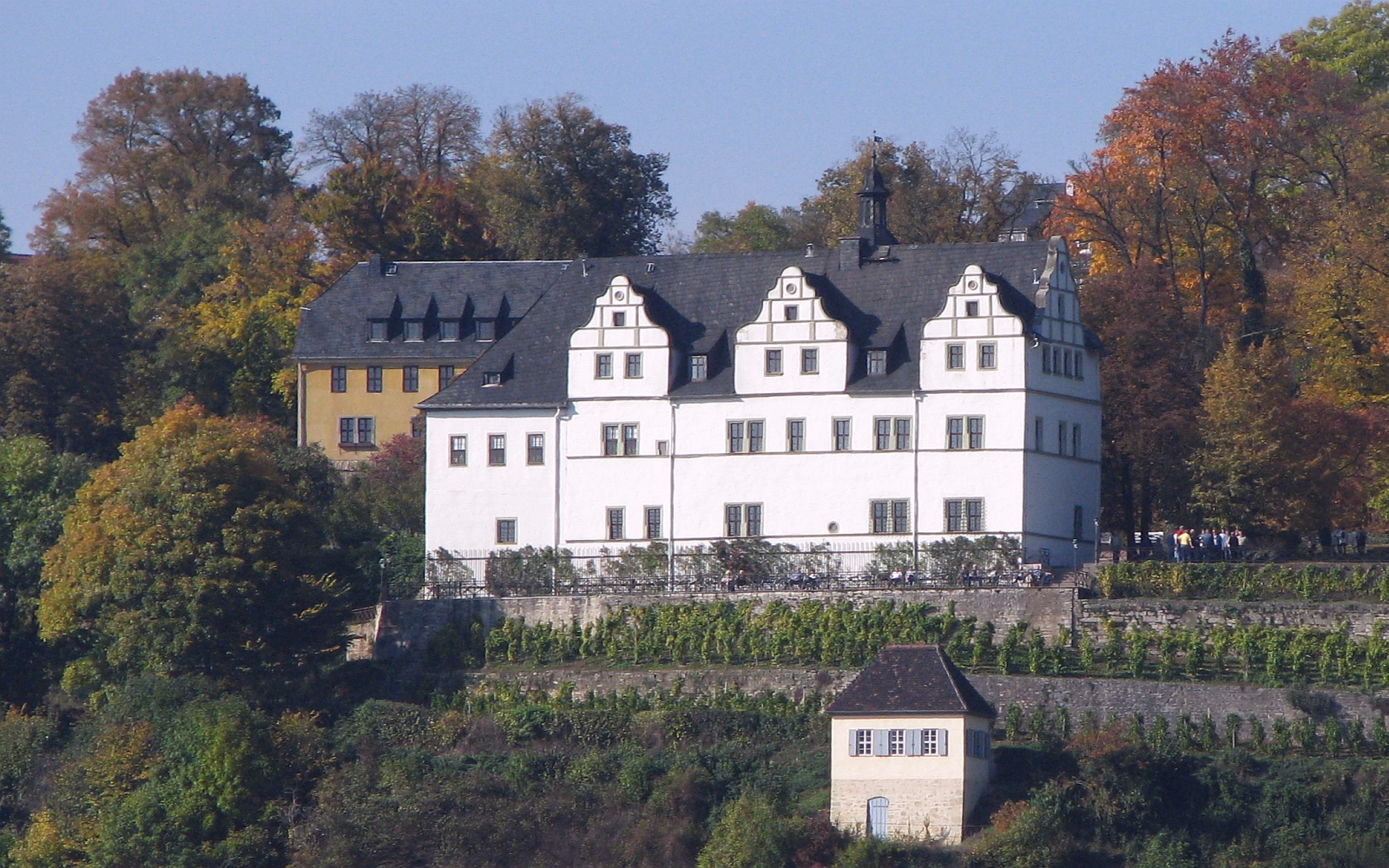
Renaissanceschloss von Osten, 2008

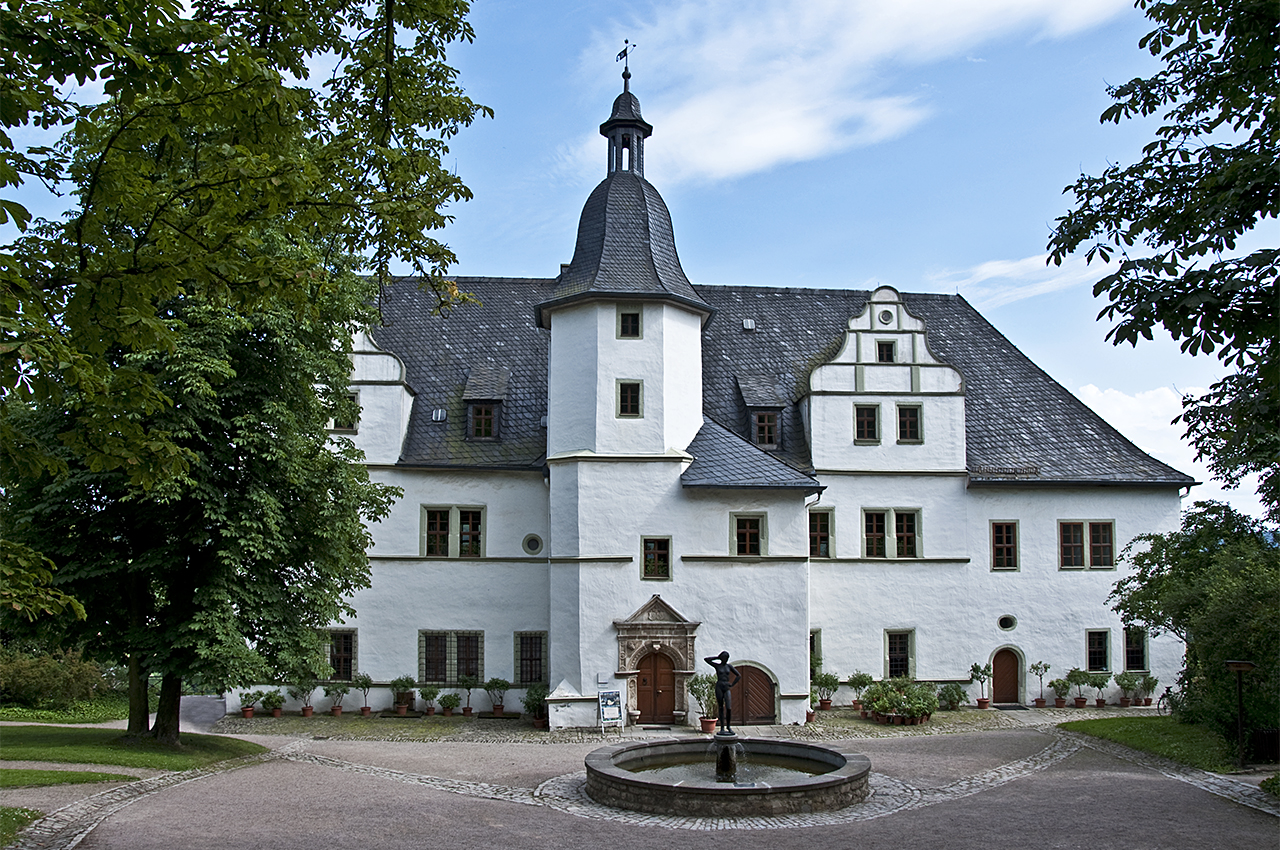
Renaissanceschloss, Stadtseite

Das auch Stohmann’sches Schlösschen oder Goethe-Schloss genannte Renaissance-Schloss ist das südlichste und zweitälteste der 3 Dornburger Schlösser. Es wurde 1539 von Volrad von Watzdorf anstelle eines im 14. Jahrhundert erbauten Gutshauses errichtet. Über die Herren von Thüna und von Eberstein kamen die von Watzdorf durch Erbfall in den Besitz. Wegen Überschuldung des Eigentümers von Watzdorf wurde das Schloss 1571 an Herzog Johann Wilhelm von Sachsen-Weimar verkauft. Nach seinem Tod im Jahr 1573 kam das Schloss als Erbe an dessen Sohn Herzog Friedrich Wilhelm I. von Sachsen-Weimar. Um 1600 kam das Schloss in den Besitz des Amtsschlossers Wolfgang Zetsching und verblieb 4 Generationen im Besitz dieser Familie.
Von 1605 bis 1608 wurde das Gebäude durch Anbauten zum Schloss im Stil der späten Sächsischen Renaissance erweitert. Im Jahr 1715 erwarb der Amtmann Arnold das Schloss. Da das Anwesen verschuldet war, kam 1739 das Schloss an Herzog Ernst August von Sachsen-Weimar-Eisenach. Allerdings erzwangen 1755 die Gläubiger die Versteigerung des Schlosses. Hofrat Scheibe wurde neuer Eigentümer des Renaissance-Schlosses, der es seinem Sohn vererbte. Dieser veräußerte das Schloss an Gottlob Ludwig Stohmann. Nach dessen Tod erwarb 1824 Großherzog Carl August von Sachsen-Weimar-Eisenach den Herrensitz des ehemaligen Ritterguts und ließ ihn zum Wohnschloss umbauen und erweitern. Zu dieser Zeit entstand der heute noch vorhandene englische Landschaftsgarten.
Nach dem Tod von Großherzog Carl August zog sich Johann Wolfgang von Goethe nach Dornburg zurück und wohnte vom 7. Juli bis 11. September 1828 im Renaissance-Schloss. Hier verfasste er seine Dornburger Gedichte.
Das Renaissance-Schloss wird seit 1922 museal als Goethe-Gedenkstätte genutzt. Um 1960 wurden neugotische Ausstattungselemente der Gestaltungsphase ab 1824, eine Treppe und die Ausstattung des sogenannten Wappenzimmers, entfernt. Im vormaligen Wappenzimmer wurde stattdessen eine Wandvertäfelung aus dem 1905 abgerissenen Jenaer Schloss eingebaut.

## Zur Bauplastik und den Skulpturen im Park und den Gärten

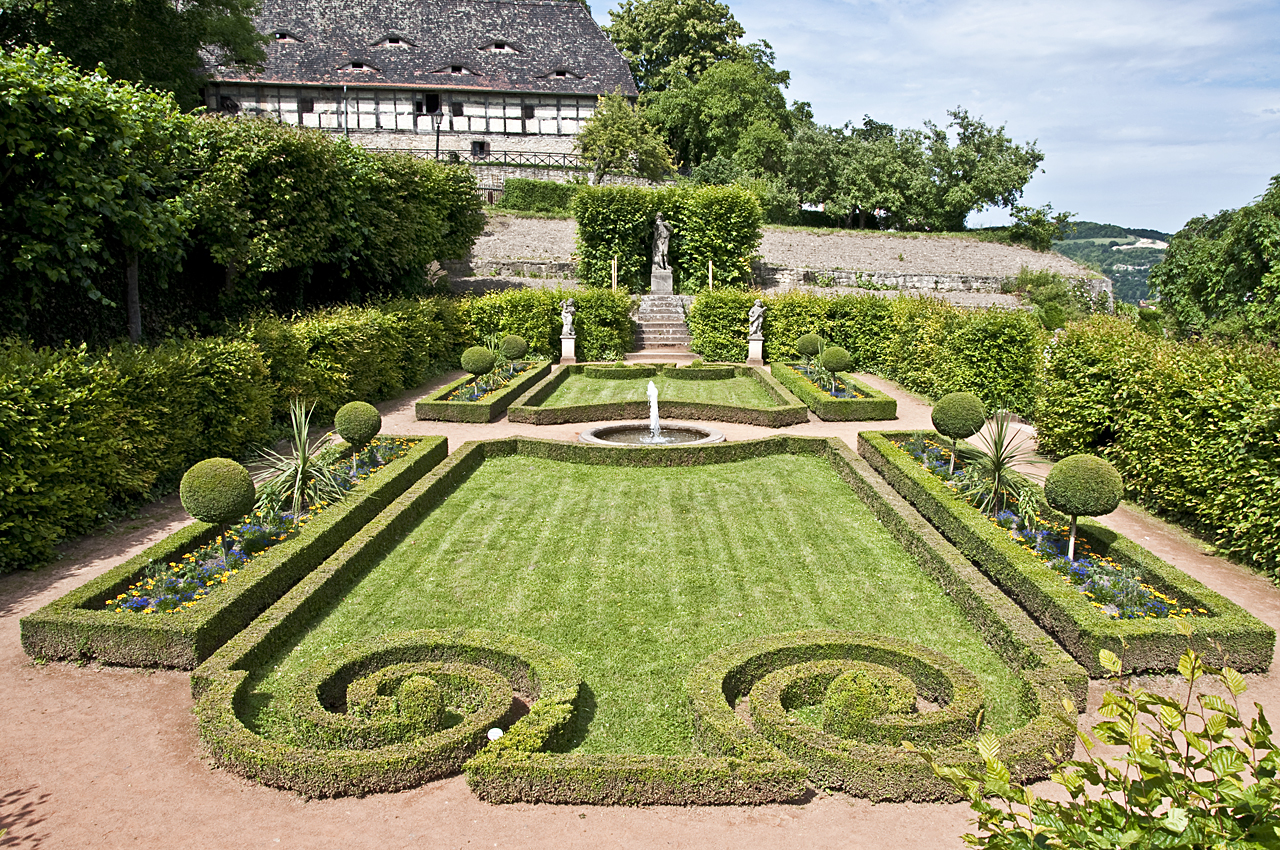
Barockgarten, 2009

Der Brunnen von dem Renaissance-Schloss wurde von R. Petzsch um 1960 angelegt und geht auf einen Entwurf von Hermann Schüttauf zurück. Die Brunnenfigur (1959) schuf die Bildhauerin Dorothea von Philippsborn. Den Bacchus schuf Werner Hempel 1966. Er ist eine Kopie einer Plastik des Dresdener Barockbildhauers Balthasar Permoser. Die vier Putten im Parterre: eine Tänzerin, ein Musikant, ein Gärtner und ein Weinbauer sind ebenso Kopien von Werner Hempel, aus dem Jahr 1967. Sie entstanden nach Vorlagen der 2. Hälfte des 18. Jh. Die Büste der Flora bzw. Bacchantin gelangte schon unter Carl Alexander, Großherzog von Sachsen-Weimar zur Aufstellung im Park. Die schmiedeeisernen Geländer am und um das Rokoko-Schloss sind Neuschöpfungen der 1960er Jahre unter Hermann Schüttauf.

## Sonstiges
Die Dornburger Schlösser sind umgeben von einem englischen Landschaftsgarten und einem französischen Barockgarten mit Terrassen, Rosenspalieren und Weinbergen. Die heutige Anlage gehen im Wesentlichen auf Hermann Schüttauf aus Dresden zurück, der hier in den 1960er Jahren unter Helmut Holtzhauer wirkte. Die Gärten sind frei zugänglich; die Besichtigung des Renaissance- und des Rokoko-Schlosses ist gebührenpflichtig; das Alte Schloss kann nur im Rahmen von Sonderführungen besichtigt werden. Eine Anmietung von Tagungsräumen für Veranstaltungen ist möglich. Seit der Fertigstellung der Gartenanlagen des Alten Schlosses im Jahr 2005 ist der Zugang zu allen drei Schlössern über die alten Verbindungswege wieder möglich.